# Samaipatakaktus
Samaipatakaktus (Samaipaticereus corroanus) är en monotypisk art inom växtsläktet Samaipaticereus och familjen kaktusväxter. Arten och släktet beskrevs av Martín Cárdenas Hermosa 1952.

## Utbredning
Arten förekommer endast i Peru och Bolivia.